# Automeris gradli
Automeris gradli é uma espécie de mariposa do gênero Automeris, da família Saturniidae.